# 20469 Dudleymoore
20469 Dudleymoore (1999 NQ4) là một tiểu hành tinh vành đai chính được phát hiện ngày 13 tháng 7 năm 1999 bởi J. Broughton ở Reedy Creek.